# Helena de Hungría
Elena de Hungría, conocida como Elena la hermosa (en húngaro: Szép Ilona) (1050-1091), fue reina consorte de Croacia. A través de ella el Reino de Hungría heredó y se anexionó el Reino de Croacia en 1091 (quedando en las fronteras húngaras hasta 1919). 

## Biografía
Elena nació cerca de 1050 como hija del rey Bela I de Hungría y su esposa Riquilda de Polonia. Entre los hermanos de Elena se hallaban: Geza I de Hungría, Ladislao I de Hungría, el príncipe Lampert y una princesa de nombre Sofía (casa con el magrave de Weimar-Istria).
Cerca de 1063 Elena fue entregada como esposa al rey croata Dmitar Zvonimir. De su matrimonio nacieron dos hijos: Radovan, el cual murió a los 12 años de edad, y Claudia, quien se convirtió en una dama noble del reino croata. En 1091 murió el rey, dejando a Elena viuda y sin sucesores capacitados. Ante esta situación la reina llamó a su hermano el rey San Ladislao I de Hungría, quien ocupó el reino Croata con sus ejércitos, anexionándolo al Estado medieval húngaro.
Elena murió en ese mismo año de 1091, y Ladislao en 1095, siendo sucedido por un sobrino de los dos, Colomán de Hungría, hijo del fallecido rey Geza I de Hungría. Años después un grupo de nobles croatas escogió a un noble como rey, Petar Svačić, desconociendo la autoridad de Colomán. Ante esto los ejércitos húngaros lo enfrentaron y finalmente derrotaron al rey en la batalla de la montaña Gvozd en 1097. A partir de este momento Croacia pasó a ser una región dentro del Estado húngaro hasta 1919.